# Vasilij Kolpakov
Vasilij Efimovič Kolpakov (in russo Василий Ефимович Колпаков?; 3 aprile 1919 – 1983) è stato un cestista sovietico.

## Carriera
Con l'Unione Sovietica ha disputato due edizioni dei Campionati europei (1947, 1951).